# Aurora (tijdschrift)
Aurora (1840-1878) was een Nederlands literair almanak (in de periode 1866-1878 ondertiteld met "muzen-almanak"), ofwel een jaarboekje ("jaarboekjen") uit de negentiende eeuw, waarin proza poëzie en kunstzinnige afbeeldingen elkander aanvulden.
Diverse gerenommeerde artiesten hebben in de loop der jaren bijgedragen aan de inhoud van Aurora. Enkele van deze artiesten zijn:
- Nicolaas Beets, dichter
- S.J. van den Bergh, dichter en uitgever van Aurora
- W.J. Hofman, dichter en uitgever van Aurora
- Cd. Busken Huet, alias Thrasybulus, dichter
- Didymus Werndly, dichter
- Jozef Israëls, schilder
- D.J. Sluyter
- Steelink, graveur

Aurora was een exclusief blad met een relatief kleine oplage (1500-1750 copies per nummer) dat voor een toentertijd riante prijs van 4 gulden over de bank ging. De uitgever maakte zodoende met Aurora een goede winst.

## Geschiedenis
In 1839 kondigde de Haagse boekverkoper K. Fuhri de eerste publicatie van Aurora aan. Er was geen sprake van een specifieke doelgroep voor de nieuwe almanak. De almanak begon onder redactie van J.I.D. Nepveu. Er zou maar een beperkte inleiding aan de poëzie en proza voorgaan. Nepveu was er geen voorstander van om alweer een nieuwe almanak aan de vele al bestaande toe te voegen maar, zo schreef hij in het voorwoord van de eerste jaargang. Als die er dan toch komt, meende hij dat het beter was te proberen te voorkomen dat die nieuwe almanak gevuld zou worden met bijdragen van “dien zwerm van krukkelingen, die onderling de lier zich uit de handen wringen.” Hij erkende dat in die eerste jaargang nog veel namen ontbraken “welke onze Vaderlandsche Letterkunde tot grote sieraad verstrekken” maar leek toen al verzekerd te zijn dat er vele grote namen in de toekomst zouden meewerken.
Aurora bevatte relatief veel gravures die, typisch voor het tijdperk, vergezeld waren met poëtische onderschriften. De gravures in het eerste nummer waren echter niet van Nederlandse kunstenaars en daarop kwam veel kritiek. Zo vroeg een recensent zich af "wat de Erfprinses van Oranje wel niet moest denken van de staat van de graveerkunst in haar nieuwe vaderland als de uitgever van de aan haar opgedragen almanak zijn landgenoten moest voeden met de kruimels die van een Britse tafel vielen."
De literaire bijdragen kregen betere kritieken. De recensent van De Gids besloot zijn bespreking met de vaststelling dat Nepveu erin geslaagd was “uit zijnen Almanak te verwijderen al, wat verre beneden het middelmatige was.” In de jaren die volgden zou Aurora zich ontwikkelen tot een van de belangrijkste literaire almanakken.
Tegen het einde van de negentiende eeuw liep het tijdperk van de almanakken op zijn einde. In 1865 zou het door toenmalig uitgever J.H. Laarman gefuseerd worden met Vergeet Mij Niet - Muzen-Almanak, tot Aurora - Muzen-Almanak. Aurora Muzen almanak zou voor het laatst in 1878 verschijnen.

## Resensies
Jan ten Brink, "de koning der almanakredacteurs", geeft aan hoe de literaire almanakken in hun tijd gewaardeerd werden: "In 1842 achtte men prachtalmanakken en portretten groote gebeurtenissen op letterkundig gebied." En over de verzen en novellen van de predikanten die na 1830 belangrijk bijdroegen tot de herleving van onze nationale letteren: "Dit alles kwam vooral in prachtjaarboekjes en almanakken uit, toen en tot 1865 een zeer gezocht mode-artikel. Het verschijnen met Sint-Nicolaas van Tesselschade, van Muzen-Almanak, van den Almanak voor het Schoone en Goede, van Aurora, van Holland was ieder jaar eene zaak van hoog gewicht. Daar hadden onze jongere en oudere dichters, onze novellisten en romancières, hunne beste bijdragen voor geschreven. Het prachtjaarboekje gold toen voor den onbedrieglijken standaard onzer letterkundige scheppingskracht."
In 1877 werd de nieuwe (en wat de laatste zou blijken te zijn) Aurora-Muzenalmanak als een prachtalmanak beschreven, geschikt om met Sinterklaas of andere feestdagen "aan de een of andere dame in wie men een meer dan gewoon belang stelde" geschonken te worden.